# Iambol
Iàmbol (în bulgară Ямбол) este un oraș în Obștina Iambol, Regiunea Iambol, Bulgaria.

## Demografie
Componența etnică a orașului Iambol
     Romi (5,75%)
     Turci (4,29%)
     Nicio identificare (8,75%)
     Bulgari (80,8%)
     Altele (0,39%)
La recensământul din 2011, populația orașului Iambol era de 74.132 locuitori. Din punct de vedere etnic, majoritatea locuitorilor (80,8%) erau bulgari, existând și minorități de romi (5,75%) și turci (4,29%). Pentru 8,75% din locuitori nu este cunoscută apartenența etnică.

## Personalități născute aici
- Reihan Anghelova (1986 - 2005), cântăreață.